# Alangium circulare
Alangium circulare är en kornellväxtart som beskrevs av Benjamin Clemens Masterman Stone och Kochummen. Alangium circulare ingår i släktet Alangium och familjen kornellväxter. Inga underarter finns listade i Catalogue of Life.